# Cossutianus Capito
Cossutianus Capito war ein römischer Politiker und Ankläger des 1. Jahrhunderts n. Chr.

## Leben
Tacitus erwähnt Cossutianus Capito als Mitglied des Senats im Jahr 47, als er sich vehement gegen die Wiedereinführung der lex Cincia aussprach.
Später war er Statthalter von Kilikien, als der er im Jahr 57 von kilikischen Abgesandten in Rom wegen Erpressung angeklagt wurde. Beim Prozess geriet er mit Publius Clodius Thrasea Paetus aneinander, der die Sache der Ankläger unterstützte. Cossutianus Capito wurde verurteilt und verlor seinen Senatorenrang, den er aber im Jahr 57 auf Bitten seines Schwiegervaters Tigellinus zurückbekam. Im Jahr 62 klagte er den Prätor Antistius Sosianus an, der eine Schmähschrift über den Kaiser verfasst hatte; erneut stand Thrasea Paetus auf der Gegenseite, dem es diesmal gelang, den Senat zu einem milden Urteil zu veranlassen und damit die Hinrichtung des Angeklagten verhinderte.
Thrasea Paetus’ Erfolg hatte das Missfallen des Kaisers erregt, was für jenen einem Todesurteil gleichkam und wovor er sich auch nicht durch einen Rückzug ins Privatleben schützen konnte: Cossutianus Capito und Eprius Marcellus nahmen es auf sich, die Verfolgung Thraseas durchzuführen. Im Jahr 66 wurden verschiedene Anklagen gegen Thrasea Paetus vorgebracht, und der Senat, durch die Anwesenheit eines großen Truppenkontingents eingeschüchtert, sah keine Alternative, als ihn zum Tode zu verurteilen: Thrasea Paetus beging daraufhin Suizid.